# Croix serbe

Croix serbe.

La croix serbe (en serbe en écriture cyrillique : српски крст / en serbe : srpski krst) est une croix tétragrammatique, de forme en croix grecque (les branches sont de même longueur et se croisent en leur milieu) et qui affiche quatre lettres, façonnées sur chacun de ses quatre quadrants. Elle est le symbole national, religieux et ethnique des Serbes et de la Serbie. Historiquement, le symbole est utilisé par les États serbes et l'église orthodoxe serbe depuis le Moyen Âge.

## Illustrations

Bouclier des armoiries de la Serbie
Croix Byzantine
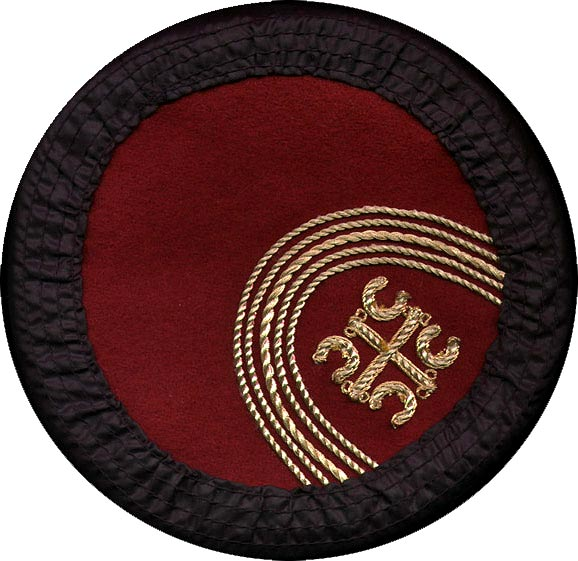
Croix serbe dans le chapeau traditionnel Monténégrin

## Interprétations des 4 C
Trois interprétations de la croix serbe sont fondées sur la présence de quatre lettres interprétées, soit comme des β grecs, soit comme des « С » cyrilliques (correspondant à un S latin).
Ces interprétations diffèrent selon qu'elles soient historiques, religieuses, ou populaires selon les datations.
- Interprétation historique depuis les XIIIe et XIVe siècles :

Les quatre symboles « C » sont les lettres grecques β de la croix Byzantine que l'Église orthodoxe Serbe adopta après sa naissance en 1219, comme église orthodoxe autocéphale fondée par Sava de Serbie, sous l'autorité de l'Empire Byzantin. Les quatre lettres grecques β signifient les initiales de la devise impériale de la famille Paléologue : Basilèus Basiléon Basiléuon Basileuónton - « Roi de rois, régnant sur les rois » (le roi étant le Christ.)
- Interprétation religieuse depuis le Moyen Âge :

En serbe latin Sveti Sava - Slava Srpska, soit en français « Saint Sava - Patronage serbe ». qui serait postérieur à Saint Sava (XIIe siècle) : Les quatre symboles dans les quadrants seraient en réalité quatre flammes héraldiques qui ont été interprétées plus tard comme des lettres grecques Σ ( équivalent au C serbe)
- Interprétation populaire depuis le XIVe siècle :

Ces quatre « C » représenteraient les quatre premières lettres de la devise en serbe cyrillique Само Слога Србина Спасава (Samo Sloga Srbina Spasava), qui se traduit en français par : « Seule l'union sauve les Serbes ». Cette devise est connue depuis le règne du despote Stefan Lazarević au XIVe siècle.

## Origine de la croix serbe
La croix serbe est directement inspirée de la croix byzantine. Les souverains serbes se considéraient comme les « enfants de l'Empire romain d'Orient » dont ils ont embrassé la foi orthodoxe. Les lettres grecques stylisées β (Bêta), représentant la devise impériale en grec : 
- Βασιλεὺς Βασιλέων Βασιλεύων Βασιλευόντων / Basilèus Basiléon Basiléuon Basileuónton, soit en français « Roi des rois, régnant sur les rois », ce « roi des rois » étant Jésus-Christ.
- Datation de la croix tétragrammatique à Byzance :

L'écrivain Georges Kodinos, curopalate, ou intendant, à la cour de Constantinople, atteste au XVe siècle l’usage de la « croix tétragrammique » (ou croix à quatre lettres) sur les pavillons flottant sur les navires impériaux alors que [le bateau] amiral, arborait l’image de l’empereur à cheval. Les quatre éléments représentés de part et d’autre de la croix peuvent être vus ou bien comme des langues de feu (en grec, πυρέκβολα), telles qu’on les retrouve sur l’Ordre de la Toison d’Or, ou comme la lettre « B » (beta en grec). Dans ce dernier cas, il s’agirait des lettres initiales de la devise des Paléologues : Roi des Rois, régnant sur les rois (Βασιλεὺς Βασιλέων Βασιλευόντων/Βασιλεῦσι / Vasileus Vasileon Vasileuon Vasileuonton/Vasileusi).

Étendard byzantin tétragrammatique du XIVe siècle.

## Période contemporaine
La croix serbe est communément représentée sur le drapeau tricolore (rouge, bleu, blanc) et sur d'autres drapeaux serbes. Cela depuis 1838 lorsque Miloš Obrenović décida de la réintroduire comme blason de la famille royale de Serbie.